# Compagnie générale des mines d'or
La Compagnie générale des mines d'or est une société fondée en 1889, deux ans après les premières découvertes d'or significatives en Afrique du Sud.

## Histoire
La société est fondée en 1889, à l'instigation de la Banque internationale de Paris d'Ernest May. La Société générale prend 20 % du capital.  
Elle embauche comme ingénieur-conseil Émile Durand, ancien élève de l'École centrale de Lyon et ex-directeur de la Compagnie des mines de diamant du Cap, qui a rédigé en 1888, une Exploration du Zambèze, sur le voyage effectué en 1881 par une expédition luso-française sous la direction de Joaquim Carlos Paiva de Andrada (pt), composée de 9 français, et resté infructueuse. 